# Atrichopogon tenuidentis
Atrichopogon tenuidentis är en tvåvingeart som beskrevs av Liu, Ge och Liu 1996. Atrichopogon tenuidentis ingår i släktet Atrichopogon och familjen svidknott.
Artens utbredningsområde är Hainan (Kina). Inga underarter finns listade i Catalogue of Life.